# Museum de Fundatie
Museum de Fundatie is een Nederlands museum voor beeldende kunst met twee locaties in Overijssel: aan de Blijmarkt in Zwolle en in Kasteel het Nijenhuis in Wijhe.
Museum de Fundatie is onderdeel van de Stichting Hannema-de Stuers Fundatie. Een deel van de collectie is eigendom van de provincie Overijssel. In 2015 behaalde het museum het recordaantal bezoekers van 311.164, verdeeld over beide locaties. Directeur was van 2007 tot 2022 Ralph Keuning, die per 1 januari 2023 werd opgevolgd door Beatrice von Bormann.

## Locaties
Het museum heeft zijn collectie verdeeld over twee locaties:

### Museum de Fundatie te Zwolle
Dit voormalige Paleis van Justitie werd tussen 1838 en 1841 gebouwd in neoclassicistische stijl, naar ontwerp van de Haagse architect Eduard Louis de Coninck. De markante, symmetrische gevels aan de stadszijde (hoofdingang Blijmarkt) en de zuidzijde (Potgietersingel), ieder met een driehoekig fronton gesteund door zes zuilen, zijn vrijwel identiek aan elkaar.
In de jaren 1980 werd het rijksmonument door architect Arne Mastenbroek grondig verbouwd om te dienen als huisvesting van de Afdeling Informatieverwerking van de Rijksplanologische Dienst. Na een tweede verbouwing door Mastenbroek bood het van 1994 tot 2001 onderdak aan het Museum voor Naïeve en Outsiderkunst De Stadshof.
In 2004–2005 werd het verbouwd door architect Gunnar Daan om plaats te bieden aan de Zwolse locatie van Museum de Fundatie, dat sinds 1991 de Sint-Nicolaas- of Bergkerk te Deventer had gebruikt voor tijdelijke exposities. Directeur was toen Agnes Grondman, die in 2006 vertrok. Na een interimperiode trad Ralph Keuning in 2007 aan.
In 2012–2013 werd het museum uitgebreid met "de wolk", een ellipsvormige expositieruimte op het dak van het gebouw. Dit ontwerp van architect Hubert-Jan Henket is aan de buitenkant bekleed met 55.000 driedimensionale witblauw geglazuurde tegels, geproduceerd door Koninklijke Tichelaar uit Makkum. Op 31 mei 2013 werd het museum heropend door prinses Beatrix.
Het Paleis aan de Blijmarkt trok in 2023 118.469 bezoekers, waarvan er 18.203 met een vrijkaart binnenkwamen.

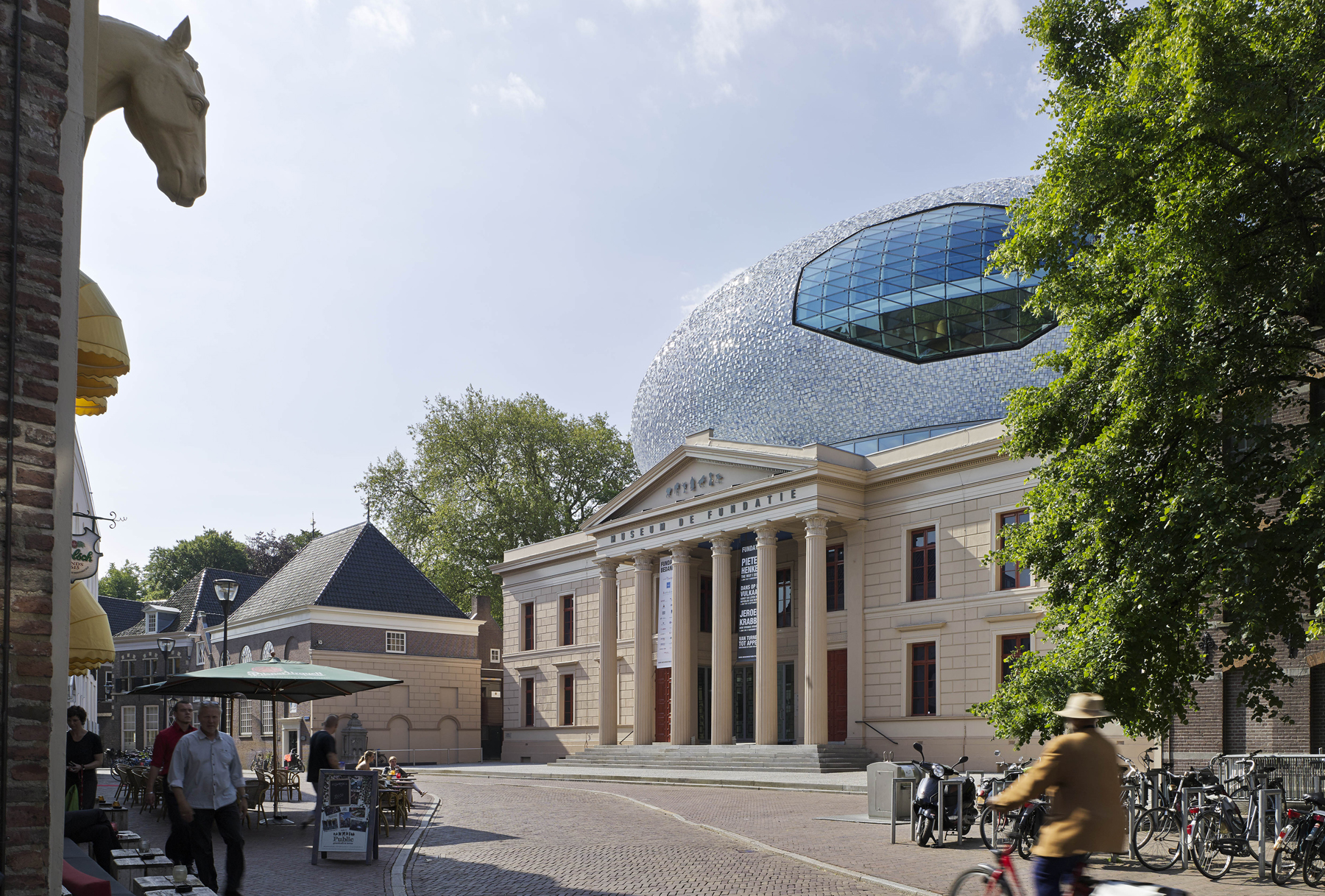
Museum de Fundatie, locatie Blijmarkt
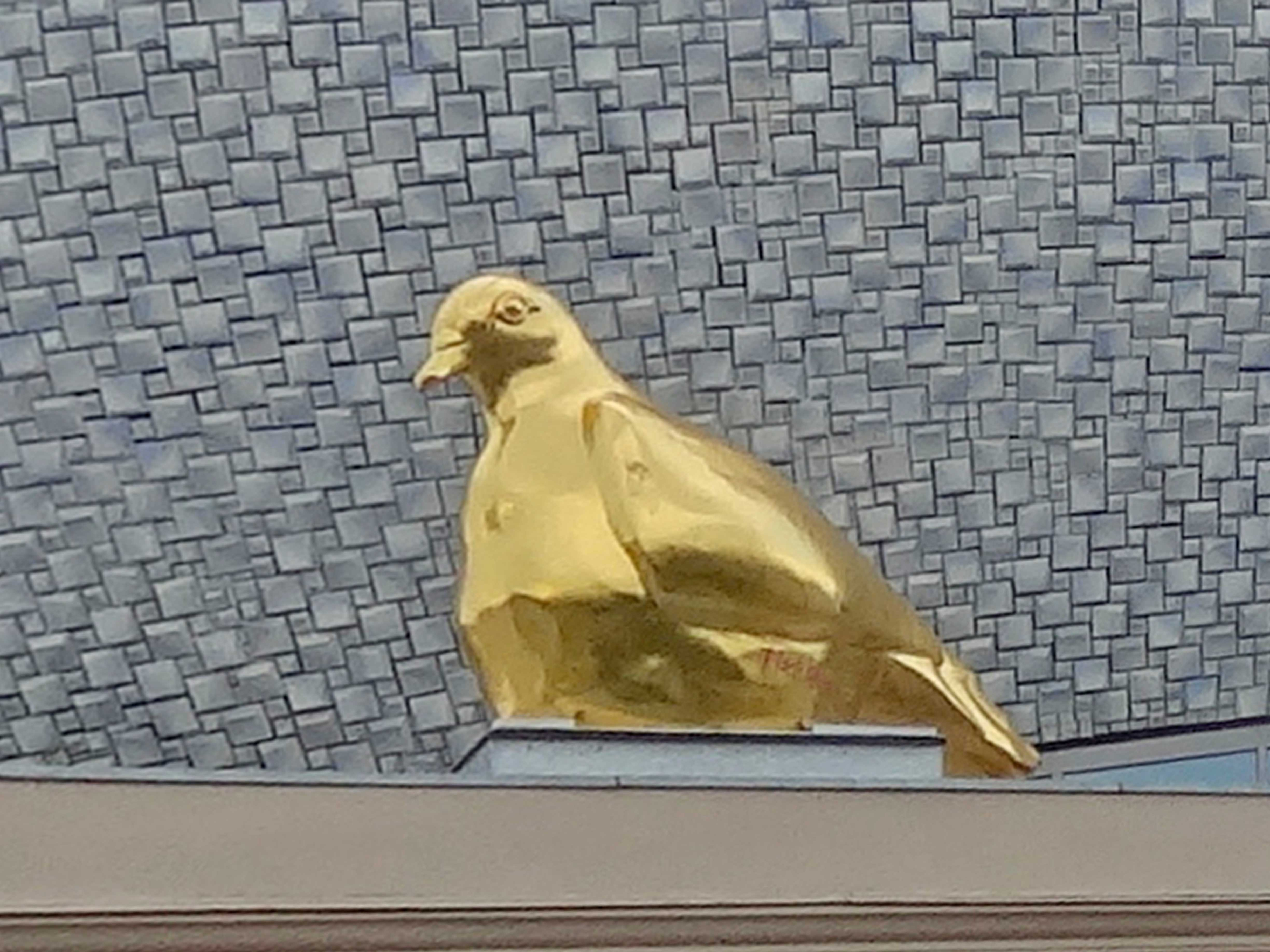
Marte Rölings Grote Gouden Vette Vredesduif, dakrand aan de Zwolse Potgietersingel; erachter de tegeltjes van de ellips
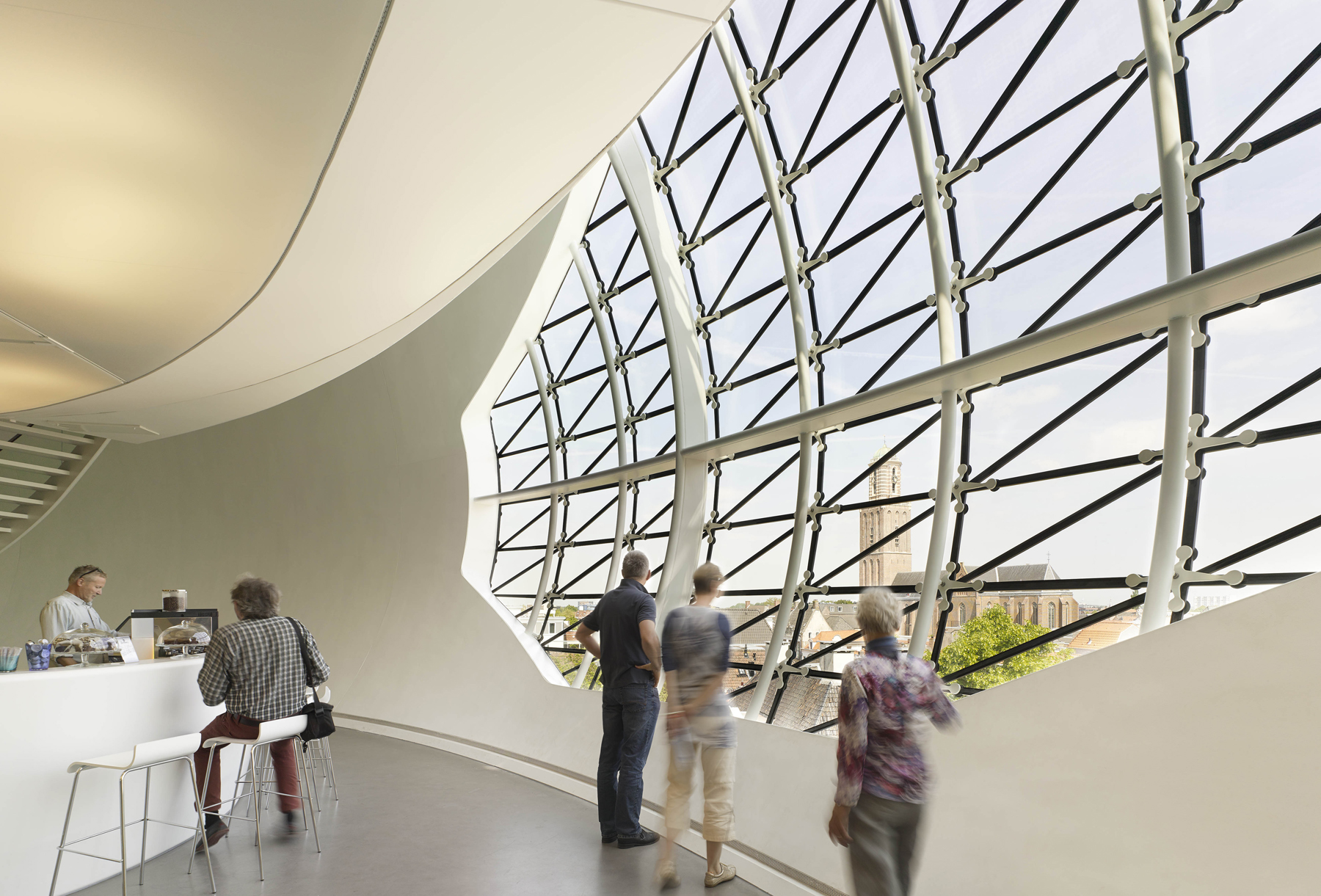
Uitbreiding van 2013 op het dak in Zwolle

### Kasteel het Nijenhuis te Wijhe
De in de 14e eeuw ontstane havezate het Nijenhuis is gesitueerd in Salland tussen de plaatsen Wijhe en Heino op het grondgebied van de gemeente Olst-Wijhe. Het is eigendom van de provincie Overijssel en werd van 1958 tot zijn dood bewoond door Dirk Hannema (1895-1984). Deze kunstverzamelaar was vijfentwintig jaar directeur geweest van Museum Boijmans in Rotterdam.
In 1957 bracht Hannema zijn particuliere kunstcollectie onder in de Stichting Hannema-de Stuers Fundatie, die hij noemde naar zijn ouders. Vanaf 1958 was de collectie op afspraak te bezichtigen in Kasteel het Nijenhuis. Hannema fungeerde daarbij vaak als gids. Het kasteel was indertijd eigendom van de Deventer fabrikantenfamilie Ankersmit, die het in 1967 verkocht aan de provincie Overijssel. Vanaf september 2004 werd het Nijenhuis, na een door Gunnar Daan geleide restauratie, op vaste openingstijden opengesteld voor het publiek. 
De in 1991 door koningin Beatrix geopende beeldentuin van 4,5 hectare op het landgoed van de havezate is een van de grotere van Nederland. In de tuin zijn ruim honderd beelden uit de periode vanaf de late 18de eeuw te zien, afkomstig uit de collecties van Museum de Fundatie, de provincie Overijssel en het Museum Beelden aan Zee te Scheveningen, waarvan ongeveer veertig sculpturen in bruikleen werden verkregen.
In 2023 trok Kasteel het Nijenhuis 35.311 bezoekers.

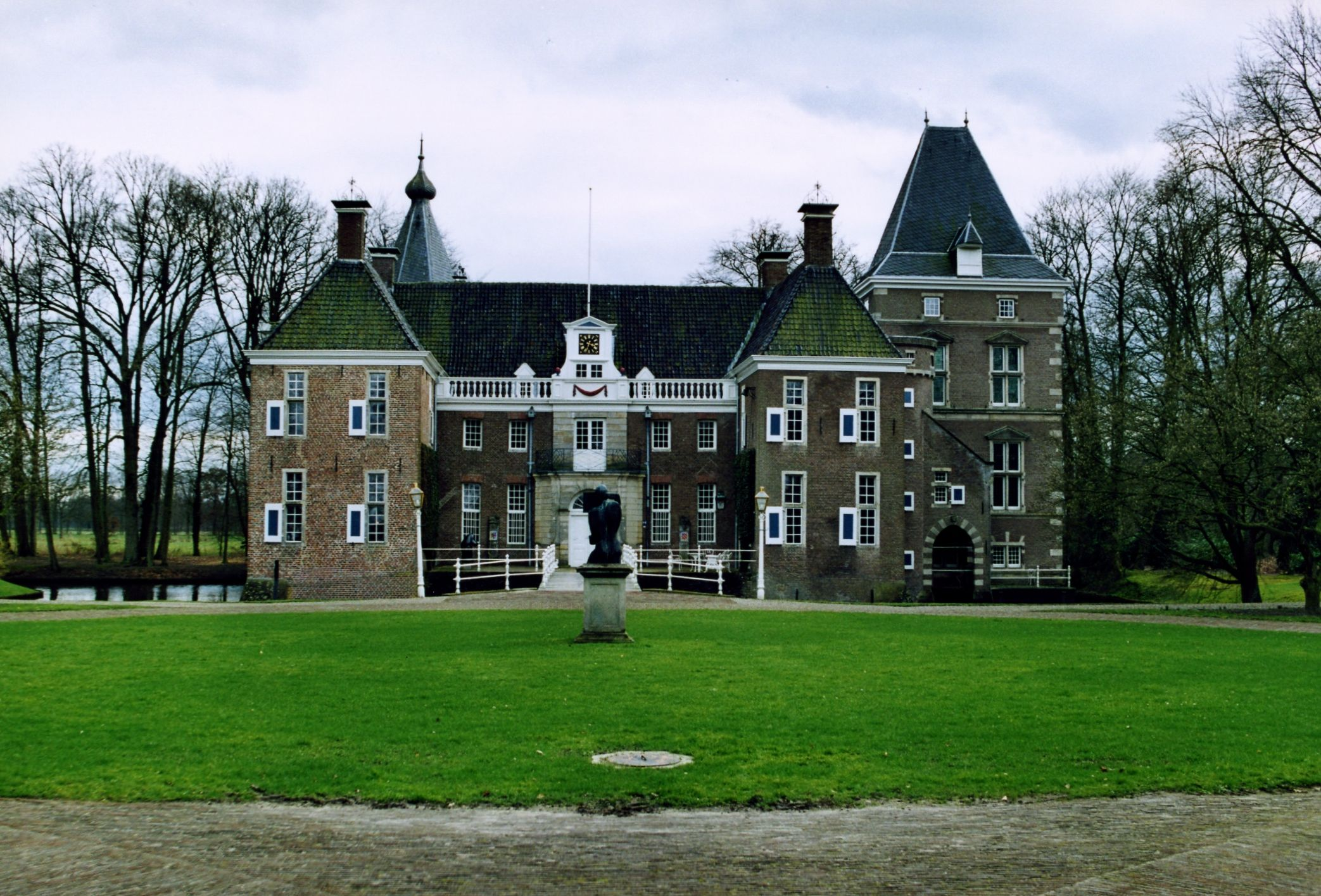
Kasteel het Nijenhuis in Wijhe
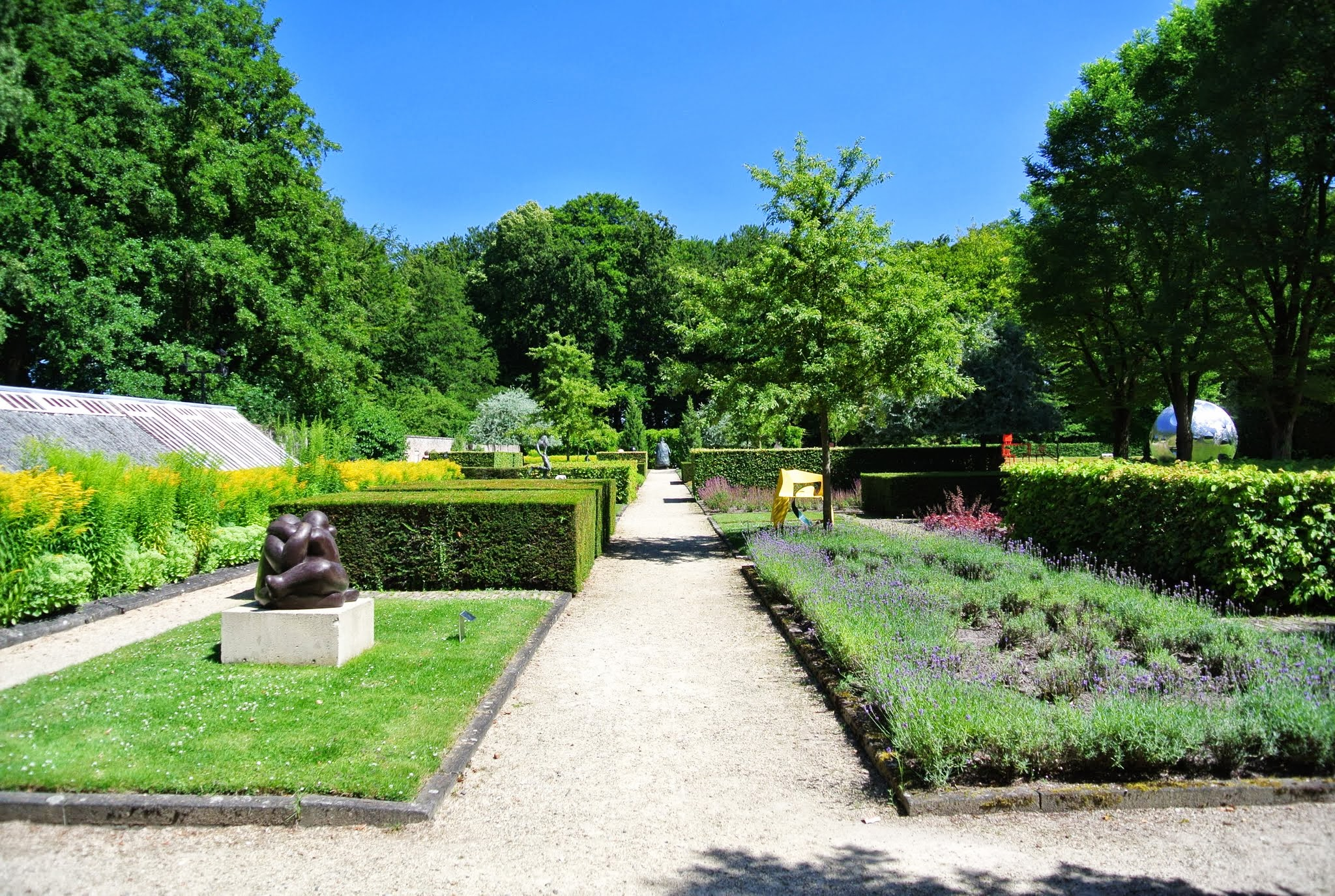
Beeldentuin Kasteel het Nijenhuis
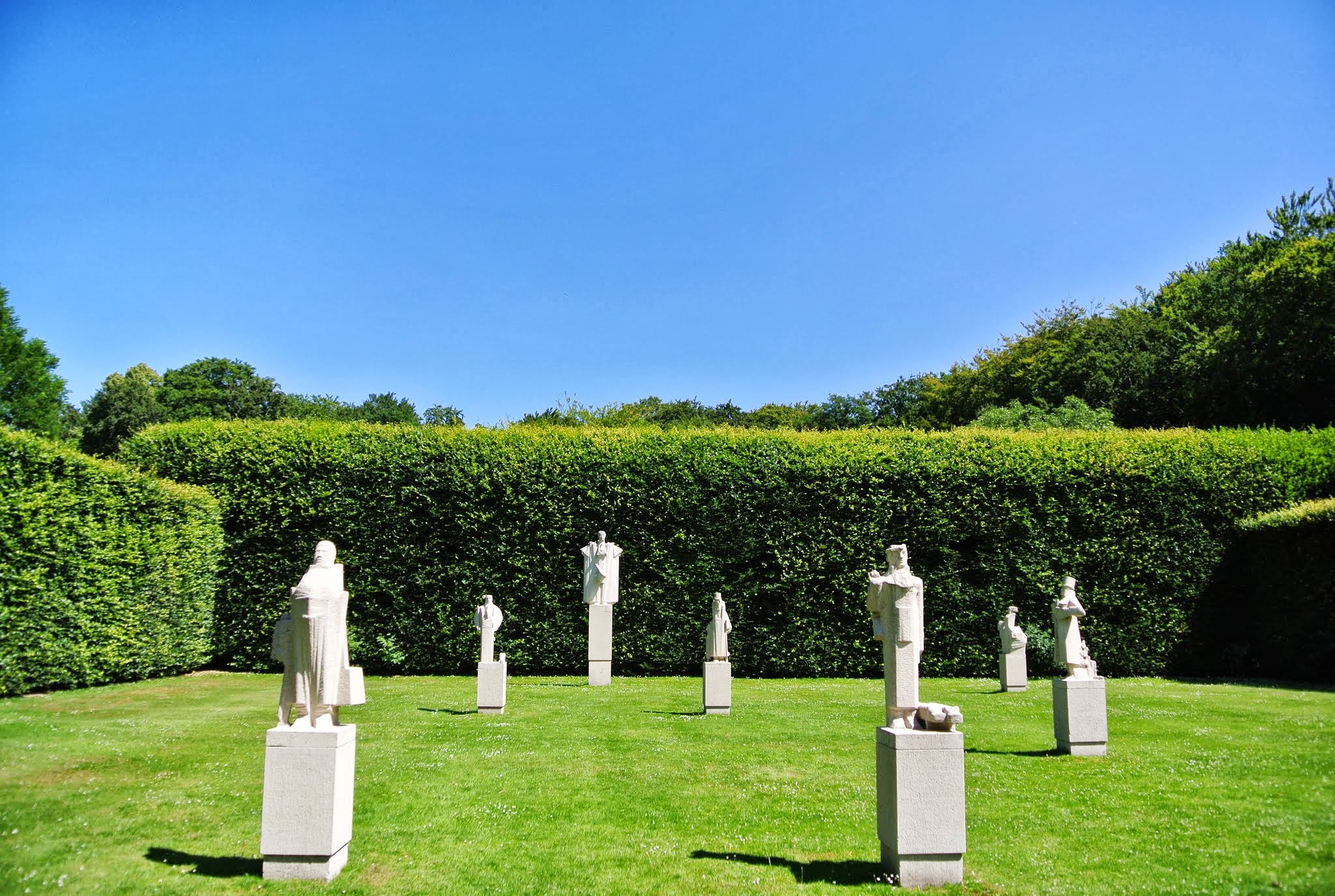
Beeldentuin Kasteel het Nijenhuis

### Stand van zaken 2022-2025
- Museum de Fundatie werkt in samenwerking met andere culturele instellingen een plan uit voor een derde museumlocatie De Rode Loods in de Spoorzone te Zwolle.[7]
- In december 2023 deed het museum een beroep op provincie en gemeente om extra financiële steun ter bestrijding van een structureel exploitatietekort. Vergeleken met het topjaar 2015 was het aantal bezoekers in 2022 en 2023 gehalveerd.[8]
- Begin 2025 waren de financiële problemen niet uit de wereld, doordat de bezoekersaantallen zich niet hadden hersteld naar het niveau van voor de coronacrisis. Daarom besloten de provincie Overijssel en de gemeente Zwolle in mei 2025, behoudens politieke goedkeuring, een jaarlijks bedrag van 900.000 euro extra aan het museum ter beschikking te stellen.[9]

## Collectie
De collectie dateert van de late middeleeuwen tot heden en is grotendeels gebaseerd op de omvangrijke, eclectisch samengestelde kunstverzameling van Dirk Hannema. Het belangrijkste criterium dat hij bij zijn aankopen hanteerde was "visueel genoegen". De collectie, die bij zijn dood in 1984 uit 4500 kunstwerken bestond, werd in de late 20e eeuw substantieel uitgebreid met kunst verzameld door Jacob en Louise de Graaf-Bachiene, Paul Citroen, Willem Hogervorst, Leendert van Lier en Henk van Ulsen.
Onder het vijftienjarig bewind van directeur Keuning werd de collectie in de 21ste eeuw uitgebreid met werk van onder anderen Jan Fabre, Marc Chagall, Neo Rauch, John Heartfield, Karel Appel en een reeks schilderijen van Jan Cremer, waaronder het vijfluik La Guerre Japonaise uit 1960.
De collectie bestaat uit werken van onder anderen:
- Karel Appel
- Kenneth Armitage
- David Bade
- Gian Lorenzo Bernini
- Frode Bolhuis
- Jan Bronner
- Antonio Canova
- Marc Chagall
- Paul Citroen
- Tom Claassen
- Corneille
- Jan Cremer
- Otto Dix
- Theo van Doesburg
- Jan Fabre
- Alphons Freijmuth
- Vincent van Gogh
- George Grosz
- John Heartfield
- Auguste Herbin
- Charles Howard Hodges
- Alfred Hrdlicka
- Isaac Israëls
- Gooitzen de Jong
- Willem Kalf
- Jan Lievens
- Lucebert
- Franz Marc
- Paula Modersohn-Becker
- Piet Mondriaan
- Adolphe Monticelli
- Pjotr Müller
- Caspar Netscher
- Joyce Overheul
- Charlotte van Pallandt
- Neo Rauch
- Auguste Rodin
- Marte Röling
- Elisabet Stienstra
- Werner Stötzer
- Bernardo Strozzi
- Charley Toorop
- Jan Toorop
- Cornelis Troost
- William Turner
- Edgard Tytgat
- Jan Voerman sr.
- Jan Weissenbruch
- Ronald A. Westerhuis
- Carel Willink
- Ossip Zadkine

In 2010 presenteerde Museum de Fundatie het in 1975 door Hannema gekochte schilderij De molen 'Le blute-fin' als een echte Vincent van Gogh, na onderzoek door het Van Gogh Museum. Hannema had het werk al bij zijn aankoop toegeschreven aan Van Gogh, maar aan dat oordeel werd lange tijd geen waarde gehecht.
In 2014 werd in samenwerking met het Rijksmuseum Amsterdam een vanitasstilleven uit de Hannema-collectie toch toegeschreven aan Jan Lievens, nadat de toeschrijving in 2004 als "niet houdbaar" was gekenschetst.
Naast de permanente collectie worden tijdelijke tentoonstellingen georganiseerd, doorgaans met een looptijd van drie maanden.

## Galerij

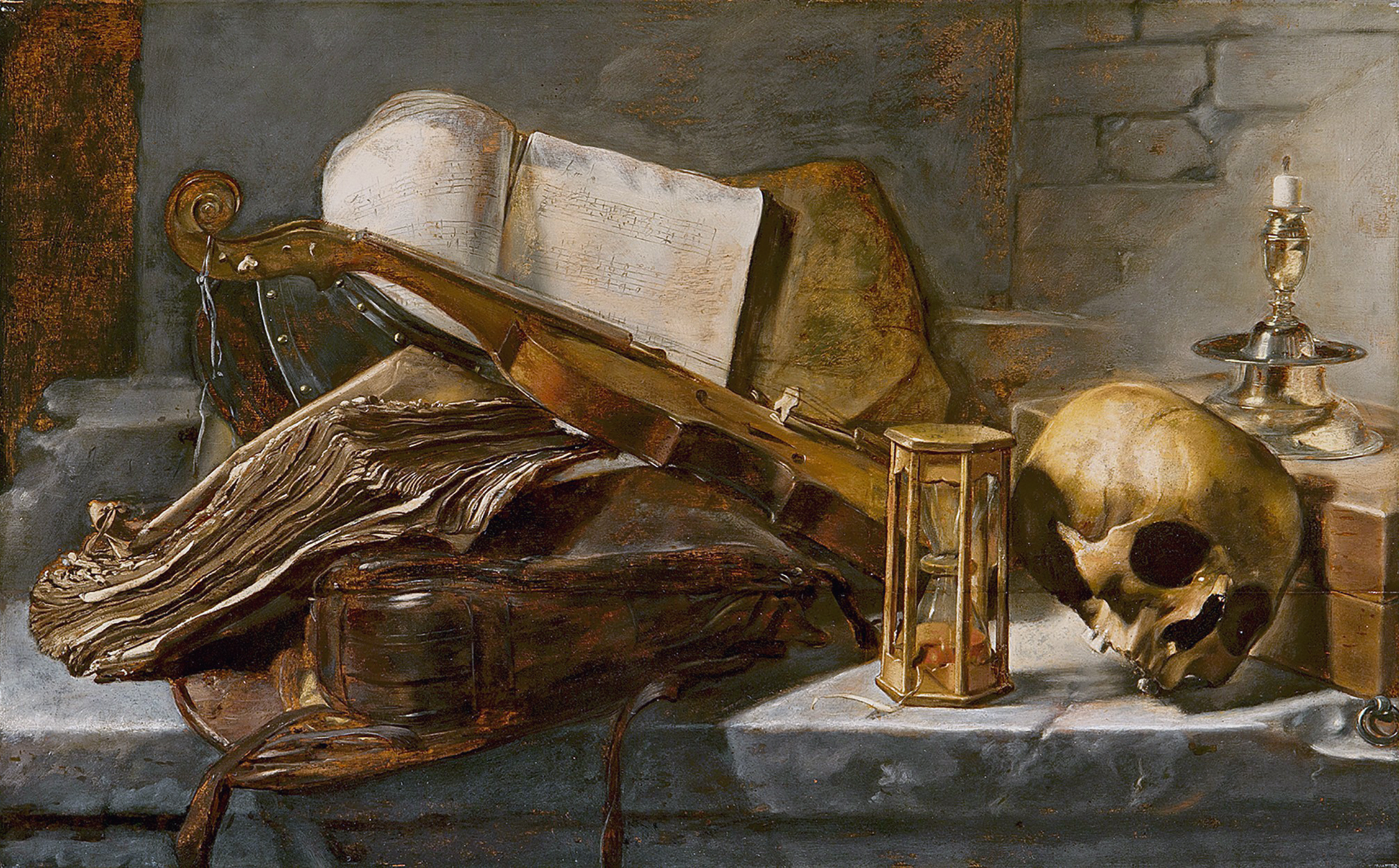
Vanitasstilleven, 1627 Jan Lievens
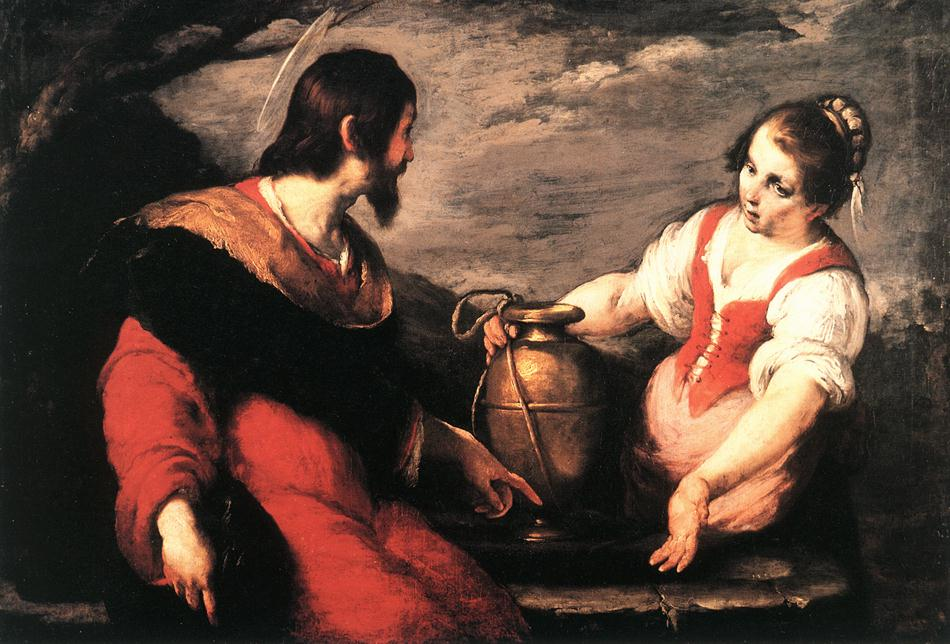
Christus en de Samaritaanse vrouw bij de bron, 1635 Bernardo Strozzi
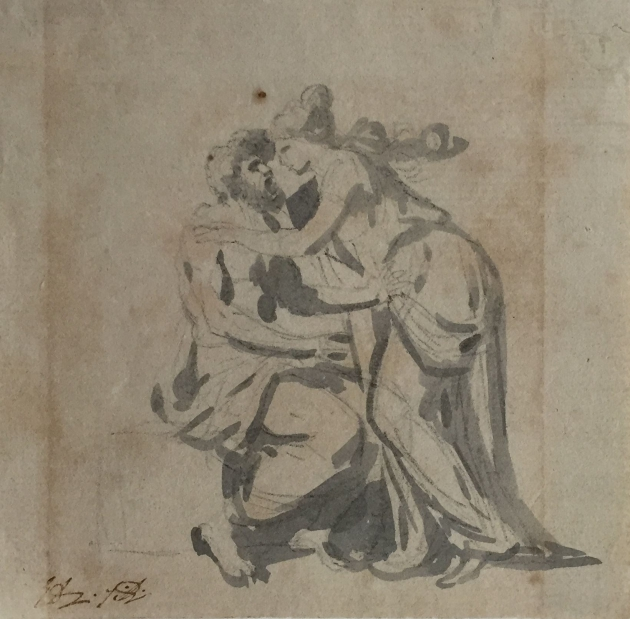
Mythologische voorstelling, 1825 Jacques-Louis David
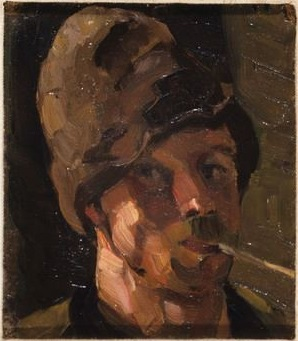
Zelfportret met pijp, ca. 1908 Theo van Doesburg
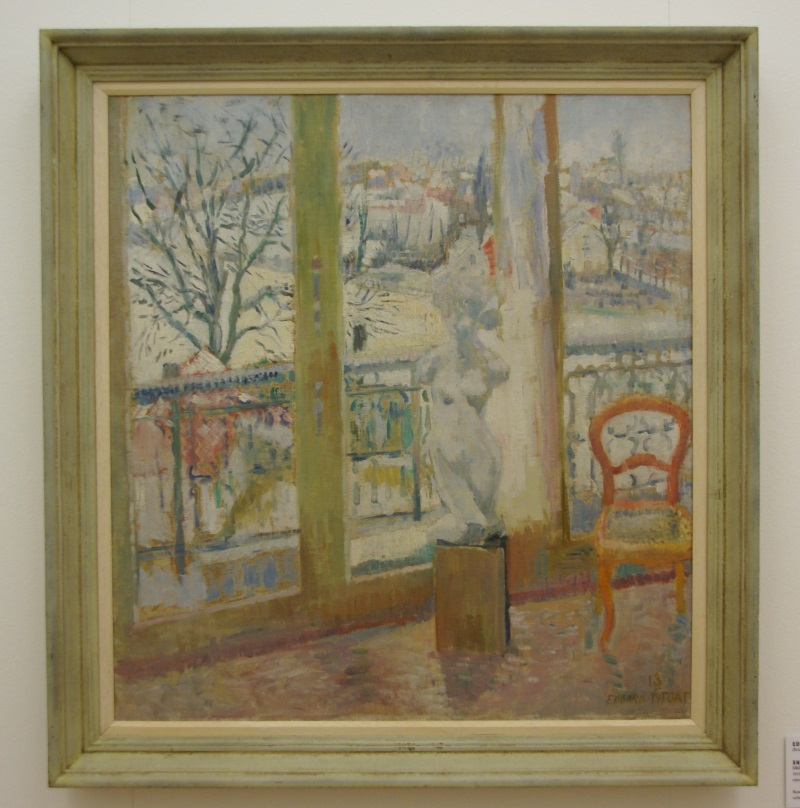
Sneeuweffect te Watermael, 1913 Edgard Tytgat
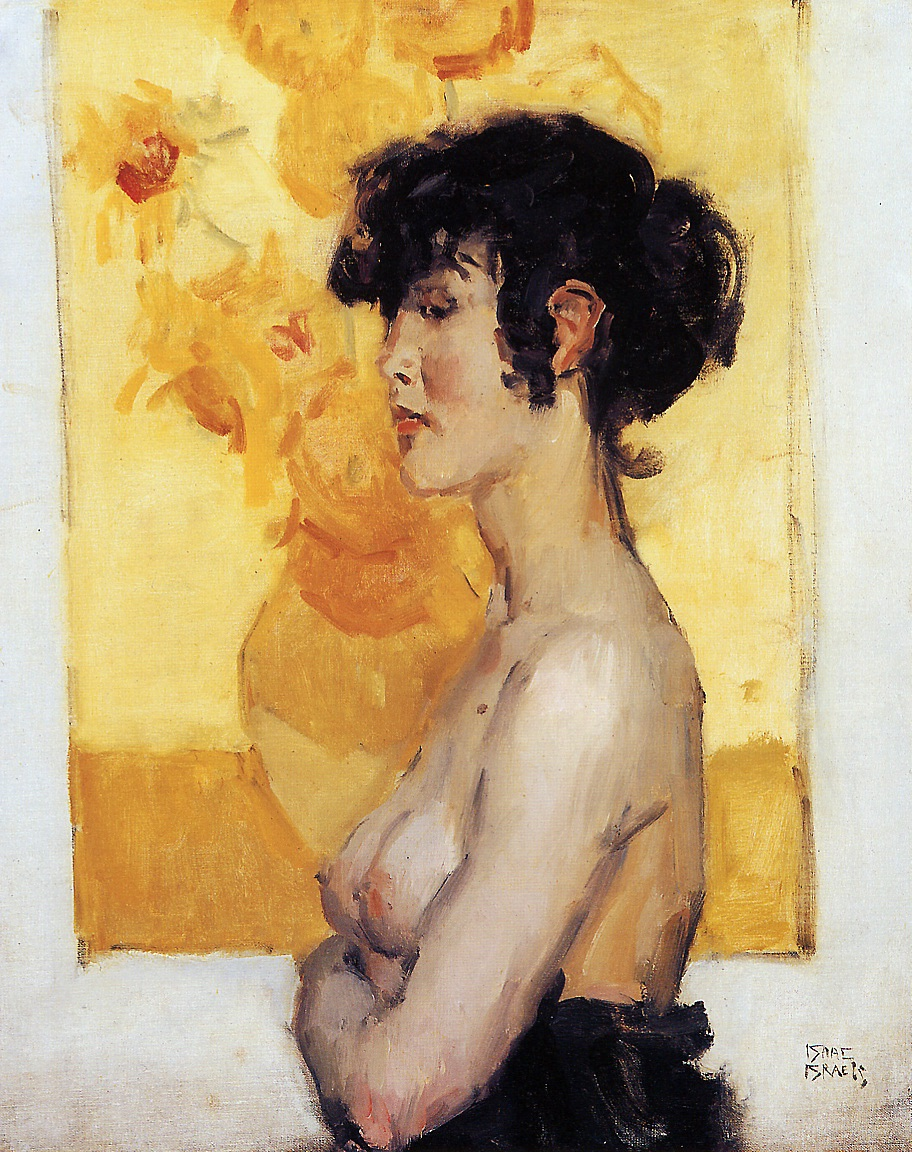
Vrouw in profiel, voor 'Zonnebloemen' van Van Gogh, 1918 Isaac Israëls.
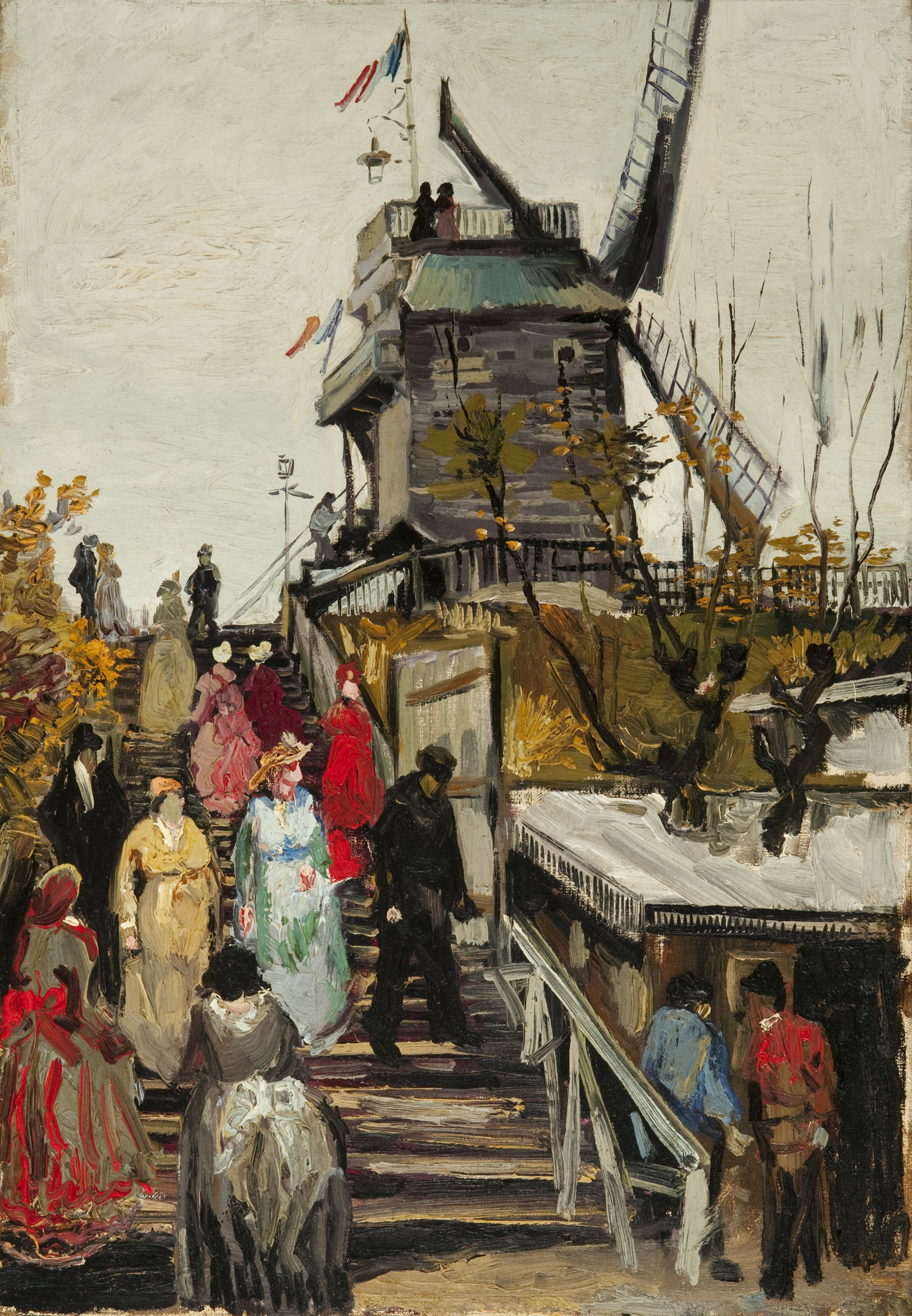
De molen 'Le blute-fin', 1886 Vincent van Gogh
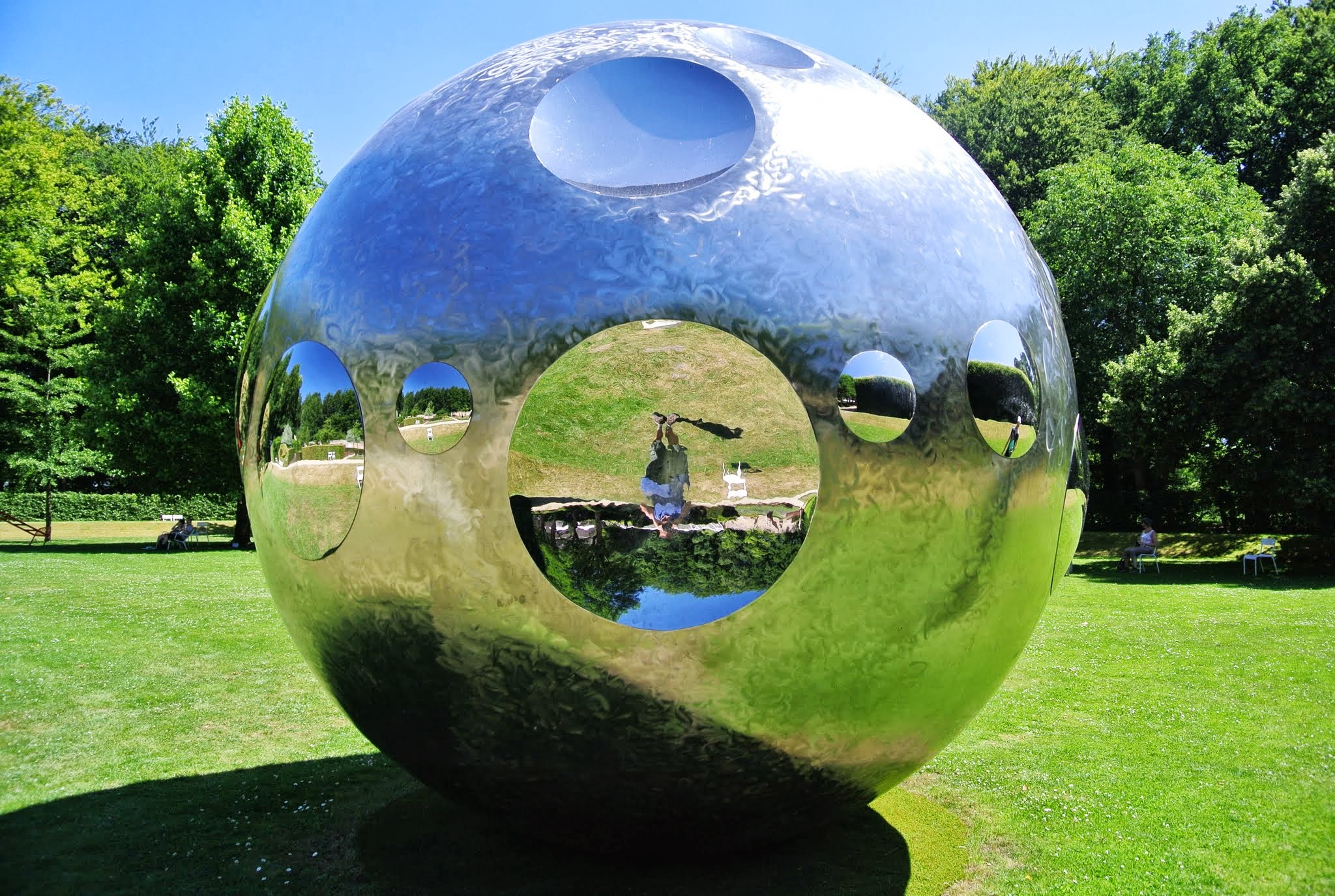
RAWSOME!, 2011 Ronald A. Westerhuis